# 二宮沙樹
二宮 沙樹 (にのみや さき、1985年4月10日 - ) は、日本のAV女優、グラビアアイドル。バンビプロモーションに所属していた。

## 略歴
2004年12月、マックス・エーよりデビュー。
当初はマックス・エーとトライハートコーポレーション（セクシア）の2社専属であったが、2005年にはメディアステーション（宇宙企画）に移籍。2006年10月に桃太郎映像出版に移籍しセルデビュー。
アウトビジョン (北都) 傘下のプレミアム専属女優を経て、アイデアポケットに出演する傍ら、2012年6月、ムーディーズに移籍した。
アダルトビデオだけにとどまらず、キックボクシングのラウンドガールや鈴鹿8時間耐久ロードレースに於けるレースクイーンなど多方面で活躍。2006年には自身の作品のキャンペーンで日本全国を回った。2008年にはCDデビューも果たした。
2012年に行われたAV30の「AV女優人気投票」では、88位にランクインした。

## エピソード
- 「容姿が良い」「華がある」ということで、所属事務所内でも非常に他のタレントやマネージャーに人気があり、そういった経緯のもと、事務所の「イメージキャラクター」として公式サイトや求人広告、イベント告知で最も起用されている。[要出典]
- “サキオタ”とは掲示板で活動する特定の固定ハンドルを指す言葉であったが、現在[いつ?]は二宮のファンを総称して、“サキオタ”と呼ばれている。[4]
- 童顔で声も低音。また普通の女性なら顔を赤らめる様ないやらしい卑猥な言葉を男優の耳元で囁きながら性的行為を行うという作品が多い。そのため作品では妹キャラや2010年となった現在でも高校生の役柄が多い。[要出典]
- 趣味はショッピング、ビデオ鑑賞。[要出典]
- 巨人ファンである。[要出典]
- 小さい頃になりたかった職業はケーキ屋。[要出典]
- 自動車の運転免許を習得していて自分の車を持っている。[要出典]
- 中学校では3年間バスケ部に所属していた。高校時代は様々なバイトをしていて、料理関係のバイトもしていたため料理が作れるようになった。[要出典]
- 初体験は高校1年生の時にバイト先で知りあった彼氏と倉庫で。[要出典]
- プライベートで複数プレイ（6P）やカップル喫茶での乱交の経験があるとの事を、デビュー作「Fancy☆Girl」で語っている。
- 芸名はスケバン刑事の麻宮サキを意識している。そのスケバン刑事の第1作が放送されたのは二宮が生まれた「1985年」である。[要出典]
- 容姿がフジテレビの松尾翠アナウンサーやタレントの福田萌、マラソンの高橋尚子に似ていると指摘される事が多い。この3人以外にも二宮と同じく系統の顔立ちの人物は多い。2009年に二宮は「沙樹のノーパン女子アナ」でアナウンサーの役柄を演じたが、これは前者の似ている松尾の職業がアナウンサーである事を元にしている。[要出典]
- 2011年12月11日に行われたホノルルマラソンに参加し、5時間30分で完走[5]。フルマラソンは初。

## 作品

### アダルトビデオ
- Fancy☆Girl（12月21日、マックス・エー）

- 優しく愛して下さい（1月28日、セクシア）
- Creamy Saki（2月25日、マックス・エー）
- セキララ★クラスメイト（3月25日、セクシア）
- ようこそMax Cafeへ!（4月26日、マックス・エー）
- 裸體（4月30日、シャッフル）
- RE-SEX（5月20日、セクシア）
- Max Cafeへようこそ!（5月21日、マックス・エー）
- 妹の秘密（6月21日、マックス・エー）
- サマンサ（7月22日、マックス・エー）
- 田舎でしようよ。（7月29日、セクシア）
- 沙樹と遊ぼっ!!（8月26日、マックス・エー）
- 女教師の秘蜜（9月23日、セクシア）
- S-girl（10月25日、マックス・エー）
- ふしだらな女神（11月25日、セクシア）

- ぼくのペット（1月27日、宇宙企画）
- バーチャルFUCK 二宮沙樹としようよ（2月19日、宇宙企画）
- プレミアムBEST（3月17日、マックス・エー）
- ヌキヌキ ホスピタル（3月19日、宇宙企画）
- 墮天使X（4月23日、宇宙企画）
- B☆JEAN（5月7日、桃太郎映像出版）
- Office Lady（6月7日、桃太郎映像出版）
- 宇宙企画スーパースター4時間（6月16日、宇宙企画）
- ぼくのペット BEST（6月23日、宇宙企画）
- ベストセレクション（6月23日、宇宙企画）
- 極上FUCK限界BODY（6月28日、セクシア）
- ぬるぬる（7月7日、桃太郎映像出版）
- MY PLAY THING R 沙樹と遊ぼ☆ （8月7日、桃太郎映像出版）
- バーチャルFUCKベストセレクション 4時間（8月25日）
- ぼくのペットBEST2時間（8月25日、宇宙企画）
- 外ズボッ!（8月31日、笠倉出版社）他出演:仲村もも、美保唯、遥みなみ
- Nurse Lady（9月7日、桃太郎映像出版）
- Wild Thing super mosaic（10月7日、桃太郎映像出版）
- 史上最強デジ消し最終兵器!!（10月19日、桃太郎映像出版）
- スーパーモザイクいいなり丸見え野外SEX（11月7日、桃太郎映像出版）
- スーパーモザイク凌辱レイプ （12月7日、桃太郎映像出版）
- スーパーデジタルモザイク「匠」（12月7日、桃太郎映像出版）

- スーパーモザイク 制服のままで…（1月7日、桃太郎映像出版）
- 連続絶頂イカせまくり地獄 スーパーモザイク（2月7日、桃太郎映像出版）
- 絶対監禁 完全調教飼育部屋 スーパーデジタルモザイク（3月7日、桃太郎映像出版）
- PREMIUM TICKET 07 二宮沙樹（3月7日、PREMIUM TICKET/NEO ATLAS）
- 完全撮り下ろし スーパーデジタルモザイク（3月19日、桃太郎映像出版）他出演:
- 完全撮り下ろし 豪華人気女優大集合! 4時間スペシャル（3月19日、桃太郎映像出版）
- 萌えメイドアイドル スーパーベスト4時間（3月23日、宇宙企画）
- スーパーデジタルモザイク ヴァーチャルFUCK 僕と彼女と風俗嬢（4月7日、桃太郎映像出版）
- まだあった! 完全撮り下ろし 豪華人気女優大集合!（4月19日、桃太郎映像出版）他出演:星ありす、亜紗美、佐藤江梨花、Rico、むらさき真珠
- スーパーデジタルモザイク 汁まみれの淫語遊び!!（5月7日、桃太郎映像出版）
- スーパーデジタルモザイク NON STOP Live ギャングバング スペシャル（6月7日、桃太郎映像出版）
- Wスペシャル*モザイク 6FUCK（7月7日、桃太郎映像出版）
- 史上最強デジ消し最終兵器!! Last Dance（8月7日、桃太郎映像出版）
- 二宮沙樹 これでみおさめdeluxe volume01（9月7日、桃太郎映像出版）※総集編 撮りおろしあり
- プレミアデジタルモザイク Vol.029（9月7日、プレミアム）
- 二宮沙樹 これでみおさめdeluxe volume02（10月7日、桃太郎映像出版）※総集編
- 教えて!沙樹先生!（10月7日、プレミアム）
- PREMIUM STYLISH SOAP 〜プレミアムソープへようこそ!〜（11月7日、プレミアム）
- DIGITAL CHANNEL（12月1日、アイデアポケット）

- 沙樹のハレンチ学園。 制服のままエッチ!（1月7日、プレミアム）
- プレミア女優のフェラチオBEST 2 4時間（1月7日、プレミアム）※総集編
- ボクの彼女、二宮沙樹。（2月7日、プレミアム）
- プレミア女優の結合部BEST4時間（2月7日、プレミアム）※総集編
- ノーパン女子高生（3月7日、プレミアム）
- 2007年下半期プレミアム傑作選 MASTERPIECE OF PREMIUM 2007.7〜2007.12（3月7日、プレミアム）※総集編
- 二宮沙樹6本番スペシャル×ハイパープレミアデジタルモザイク（4月7日、プレミアム）
- プレミア女優30人に濃厚舌上、顔面発射!（4月7日、プレミアム）※総集編
- さきくり。〜沙樹のハレンチクリニック〜（5月7日、プレミアム）
- プレミア女優の騎乗位FUCK4時間スペシャル（5月7日、プレミアム）※総集編
- 二宮沙樹がサポート アナタのオナニータイム（6月7日、プレミアム）
- メガネっ娘、沙樹。（7月7日、プレミアム）
- ハイスクール・セックス プレミアム女子高生コレクション4時間（7月7日、プレミアム）※総集編
- スクール水着でエッチ!（8月7日、プレミアム）
- プレミア女優の美尻コレクション（2）（8月7日、プレミアム）※総集編
- デジタルモザイク NurseLady（9月7日、プレミアム）
- 沙樹のハレンチ・アナウンサー（9月7日、プレミアム）
- 沙樹のおねだり若奥様（10月7日、プレミアム）
- プレミア女優がサポート アナタのオナニータイム4時間（10月7日、プレミアム）※総集編
- プレミア女優のフェラチオBEST 3 4時間（10月7日、プレミアム）※総集編
- THEピストル顔射撃 TARGET02（11月7日、プレミアム）
- 2008年上半期プレミアム傑作選 MASTERPIECE OF PREMIUM 2008.1〜2008.6（11月7日、プレミアム）※総集編
- サキスポ! 沙樹のハレンチ部活動（12月7日、プレミアム）
- プレミアソープ嬢10人 V.I.P6時間スペシャル2（12月7日、プレミアム）※総集編

- 凌辱オナペット女子高生（1月7日、プレミアム）
- 二宮沙樹の手コキ・淫語・誘惑痴女（2月7日、プレミアム）
- 沙樹のハレンチ学園。制服のままエッチ!2（3月7日、プレミアム）
- 二宮沙樹VSギガンテスチンポ（4月7日、プレミアム）
- 女子高生痴漢バス地獄（5月7日、プレミアム）
- 沙樹のノーパン女子アナ。（6月7日、プレミアム）
- 二宮沙樹が100％彼女目線でアナタとHな同棲生活。（7月7日、プレミアム）
- 沙樹のオフィスでエッチ!（8月7日、プレミアム）
- 二宮沙樹の手コキッス。（9月7日、プレミアム）
- ご奉仕セックスDOLL（10月7日、プレミアム）
- 家庭教師は女子大生（11月7日、プレミアム）
- 若奥さまは女子高生（12月7日、プレミアム）

- 二宮沙樹の上目使いフェラ天国（1月7日、プレミアム）
- ノーパン女子校生 2（2月7日、プレミアム）
- 新MAXピンクファイル（2月12日、マックス・エー）
- 二宮沙樹 コスプレ6本番スペシャル（3月7日、プレミアム）
- 二宮沙樹がサポート アナタのオナニータイム 24（4月7日、プレミアム）
- 凌辱オナペット女教師（5月7日、プレミアム）
- 二宮沙樹の元気が出る手コキ（7月7日、プレミアム）
- ヤラせて!生徒会長!（8月7日、プレミアム）
- 愛玩ご奉仕メイド2（10月7日、プレミアム）
- 二宮沙樹のハシタナイ下半身超アップ（11月7日、プレミアム）
- 見つめて♥沙樹ちゃん!（12月7日、プレミアム）

- 沙樹のお口がエロすぎるっ!（1月7日、プレミアム）
- 監禁凌辱 〜恋人の目の前で徹底輪姦〜（2月7日、プレミアム）
- 大量ザーメンお口に出して!（3月7日、プレミアム）
- 誘惑ノーパン女教師（4月7日、プレミアム）
- プレミアム・ビューティーほしのみゆ＆二宮沙樹（5月7日、プレミアム）
- 凌辱いいなり受付嬢（6月7日、プレミアム）
- プレミア女優の手コキ淫語BEST8時間（6月7日、プレミアム） 他出演:桜木凛 / 吉崎直緒 / 成瀬心美 / 冬月かえで / ほしのみゆ / 光月夜也 / 如月カレン / 小西那奈 / 計10人
- 食い込みすぎて困っちゃう!（7月7日、プレミアム）
- 3Dオナニーサポート（9月7日、プレミアム）
- 女子大生痴漢電車 二宮沙樹（10月1日、アイデアポケット）
- 瞬殺！一撃バズーカ顔射（11月1日、アイデアポケット）
- 二宮沙樹の濃厚な接吻とSEX（12月1日、アイデアポケット）
- 二宮沙樹PREMIUM BOX（12月7日、プレミアム）

- 沙樹のクチビル性交（1月1日、アイデアポケット）
- 二宮沙樹の家へおいでよ!（2月1日、アイデアポケット）
- 二宮沙樹の精子倍増メンズエステ（3月1日、アイデアポケット）
- 弓道部物語（4月1日、アイデアポケット）
- 果てしなく続くフェラチオとSEX（5月1日、アイデアポケット）
- はじめての真性中出し（6月13日、ムーディーズ）
- 美少女×失禁 初めての、おしっこ（7月13日、ムーディーズ）
- ドリームウーマン89（8月13日、ムーディーズ）
- PREMIUM BOX2（9月7日、プレミアム）個人総集編
- 1日10回射精しても止まらないオーガズムSEX（9月13日、ムーディーズ）
- 永遠のAVアイドルV.S乱交隊 大量孕ませ中出し（10月19日、エムズビデオグループ）
- 沙樹ちゃんオシッコ飲んだ!初飲尿中出し38発（11月19日、エムズビデオグループ）
- パイパン×真性中出し (12月13日、ムーディーズ)
- 沙樹っちょだけよ (12月19日、アイデアポケット)※総集編

- ドロ酔い中出し大乱交 二宮沙樹(1月25日、本中)
- 岡田コウ×MOODYZ せんせいと、わたしと。 二宮沙樹 今井ひろの(3月1日、ムーディーズ)
- AVアイドル沙樹の中出し8発飲尿38発！！(3月19日、エムズビデオグループ)
- 女教師レイプ輪姦(6月13日、ムーディーズ)
- 超絶品回春マッサージへようこそ(8月13日、ムーディーズ)
- 同時にイクまで昇り詰めるSEX(9月13日、ムーディーズ)
- 出張 二宮沙樹が素人宅で朝から晩までSEXしまくり！！(10月13日、ムーディーズ)
- 中出し専用肉便器-特別編-(11月13日、ムーディーズ)
- 触手病棟(12月13日、ムーディーズ)他出演：夏目優希、篠田ゆう

- 恥辱の教育実習生6(1月7日、アタッカーズ)
- AV人生で絶対NGのアナル解禁したら二宮沙樹はこんな風に感じちゃう(2月19日、ROOKIE)
- 女子アナ盗撮 暴かれた日常 恥辱の生放送(3月7日、アタッカーズ)
- 夫の目の前で犯されて― 運命の再会(4月7日、アタッカーズ)
- 漫画家中華なると原案 淫猥管理人2 〜202号室の猥淫妻編〜住人その2(5月25日、Madonna)

- 恥辱の教育実習生 完全保存版001（2月7日、アタッカーズ）他出演: 石原莉奈、成宮カナ、夏目優希、上原亜衣、あやね遥菜、天海つばさ、黒川ゆら
- ナチュラルに恋して ときめく可愛さはプレミアム 二宮沙樹 16時間（2月19日、ROOKIE）
- 最高級性奴隷育成監獄 未公開調教記録（2月25日、ダスッ）共演:高梨あゆみ、かすみ果穂、上原亜衣、湊莉久、小西まりえ、蓮実クレア
- 人妻の浮気心　二宮沙樹（3月1日、人妻援護会/エマニエル）
- K応○塾大学病院の女医が通う指圧医療マッサージ施術院 2（3月1日、変態紳士倶楽部）他出演:佐伯かのん、星崎アンリ
- 羞恥！野外腰砕け！激ヤバ・ビッグバンローターをマ○コに入れて潮吹きアクメデート！ 10 二宮沙樹（3月5日、サディスティックヴィレッジ）
- 妄想がエスカレートする若妻 5 女社長自慢のオマンコで様々な問題を解決する華麗なるセックス交渉術 二宮沙樹（3月25日、セレブの友）
- キモ男だめし　二宮沙樹（3月27日、EROTICA）
- 私の子宮を射精でオとして　二宮沙樹（4月1日、ワンズファクトリー）
- 淫語彼女　二宮沙樹（4月19日、ドグマ）

### CD
- 「colorful」 （2008年4月23日発売）

## 出演

### テレビドラマ
- 特命係長 只野仁 (3rdシーズン) 第30話（2007年3月9日、テレビ朝日）
- 匿名探偵 第7話 （2012年11月23日、テレビ朝日）

### その他テレビ番組
- Peach-Pit 桃のたね（MONDO TV）

### ラウンドガール
- 「TRIBELATE vol.22〜Hybrid Club Fight〜」2009年2月27日 東京・新宿FACE

## 書籍

### 写真集
- Kiss me （2005年1月1日発行、双葉社）
- KARAMI 30 （2005年9月、三和出版）
- おもらし倶楽部36号 （2005年10月19日、三和出版）